# Janusz Wawrowski
Janusz Wawrowski (ur. 22 marca 1982 w Koninie) – polski skrzypek, wykładowca Uniwersytetu Muzycznego Fryderyka Chopina w Warszawie, dyrektor artystyczny międzynarodowych festiwali. Laureat Fryderyka 2017 za płytę Sequenza.

## Życiorys
Uczeń prof. Mirosława Ławrynowicza, prof. Yaira Klessa oraz Salvatore Accardo. Stypendysta Krajowego Funduszu na rzecz Dzieci.
Koncertował m.in. w Filharmonii Berlińskiej, Musikverein w Wiedniu, Filharmonii Narodowej w Warszawie, Litewskiej Filharmonii Narodowej, Konserwatorium im. Piotra Czajkowskiego w Moskwie, De Doelen Concertgebouw w Rotterdamie, Tel Aviv Music Center czy Stuttgarter Philharmoniker. W swojej karierze artysta współpracował z takimi dyrygentami jak m.in. Conrad van Alphen, Łukasz Borowicz, Gabriel Chmura, Mykola Diadiura, Agnieszka Duczmal, Jacek Kaspszyk, Jerzy Maksymiuk, Tomáš Netopil, Juozas Domarkas, Daniel Raiskin i Antoni Wit.
W 2013 obronił doktorat w dziedzinie sztuk muzycznych na Wydziale Instrumentalnym Uniwersytetu Muzycznego Fryderyka Chopina w Warszawie. Na tej samej uczelni habilitował się i objął stanowisko profesora.
Pomysłodawca i dyrektor artystyczny międzynarodowych festiwali promujących muzykę polską – Muzyka na szczytach w Zakopanem (2009-2010) i Muzyczne przestrzenie w Wielkopolsce (od 2011).
Od 2018 Wawrowski gra na pierwszym od II wojny światowej w Polsce stradivariusie zakupionym dla niego przez anonimowego polskiego mecenasa.

## Nagrody
- Odznaka Zasłużony dla Kultury Polskiej (2018)[11],
- Doroczna Nagroda Ministra Kultury i Dziedzictwa Narodowego w kategorii Muzyka (2023)[12].

## Wydawnictwa płytowe
W 2007, nakładem wytwórni CD Accord ukazała się płyta Wawrowskiego – Niccolò Paganini – 24 Kaprysy op.1, która została ponownie wydana w 2016 nakładem Warner Music. Obecnie Janusz Wawrowski współpracuje z wytwórnią fonograficzną Warner Music Group w ramach wieloletniego kontraktu artystycznego. Pierwszym efektem tej współpracy była nominowana do Fryderyka 2014, płyta Aurora z muzyką Karola Szymanowskiego, Witolda Lutosławskiego, Maurice’a Ravela i Eugène’a Ysaÿe’a.
W październiku 2016 ukazała się płyta Sequenza, która zawiera utwory m.in. Luciano Berio, Krzysztofa Pendereckiego i Eugène’a Ysaÿe’a oraz światowe premiery utworów Tomasza Opałki i Dariusza Przybylskiego. Album został nagrodzony Fryderykiem 2017 w kategorii muzyka poważna – album roku recital solowy oraz został nominowany do International Classical Music Awards 2018. Najnowszą płytę skrzypek nagrał ze Stuttgarter Philharmoniker pod dyrekcją Daniela Raiskina. Album Brillante zawiera II Koncert skrzypcowy Henryka Wieniawskiego oraz Fantazję szkocką Maxa Brucha i wydany został w listopadzie 2017 nakładem Warner Classics.